# Marta Teodora Schwarz

El hospital comenzó a funcionar el 4 de junio de 1947, en un edificio del Parque Nacional, construido por el arquitecto Alejandro Bustillo, que fuera donado a la Provincia de Misiones. Lleva el nombre "Hospital Marta Teodora Schwarz" y desde 2009 es Patrimonio Histórico Cultural de Puerto Iguazú.

Marta Teodora Schwarz (n. Núñez, Buenos Aires, Argentina, 8 de marzo de 1915 - Puerto Iguazú, Misiones, Argentina, 29 de marzo de 2005) fue una médica argentina. Fue una destacada médica, especialista en medicina familiar y pediatría. Estudió en la Universidad de Córdoba pero desarrolló su vida laboral en la provincia de Misiones.  Fue directora del Hospital de Iguazú por 40 años y se desempeñó como Ministra de Salud, Cultura, Educación y Acción Social de Misiones. Fue bautizada "El ángel de la selva" por su extensa labor en la atención de la salud de los pobladores de la zona de triple frontera. 

## Biografía
Nacida el 8 de marzo de 1915 en el Barrio de Núñez, Buenos Aires, Argentina, hija de Marta Tecla Boëttcher y Ricardo Guido Schwarz.
Quedó huérfana de padre a los 6 años de edad. Inició sus estudios en el colegio Alemán de la ciudad de Buenos Aires, cuyos gastos 
fueron costeados por su padrino. Su madre contrae nuevas nupcias con el Sr. Fernando Herman Helbig. Por motivos laborales y profesionales, la pareja debe   trasladarse a menudo a otras ciudades, quedando Marta al cuidado de su padrino en Buenos Aires. 
En 1927, viaja a Santa Fe, donde hace de niña de honor del cortejo nupcial de la sobrina de su padrino. Esta pequeña familia se traslada a la ciudad de San Salvador de Jujuy donde cursa el colegio secundario como pupila de un Instituto Educativo Religioso. Fue aquí donde comienza a pensar en abrazar la medicina. Un nuevo traslado los acerca a la ciudad de Córdoba donde cursa el último año del secundario. Para ese entonces su madre vuelve a enviudar. En 1935 vuelve con su madre a la provincia de Santa Fe . 

## Formación
En 1945, se recibe de Médica Cirujana en la Facultad de Ciencias Médicas de la Universidad de Córdoba, siendo parte de una cohorte en la que solamente había seis mujeres. En noviembre del siguiente año (1946), aprueba los exámenes de Puericultura e Higiene Infantil en la misma Facultad.

Más adelante se especializa en Puericultura, llegando a ejercer en numerosas instituciones de salud: el Hospital de Maternidad Cordobesa, el Hospital de Niños Nuestra Señora de la Misericordia, el Hospital de niños La Gota de Leche, el servicio de Ginecología, la asistencia Pública y el Dispensario Provincial.  

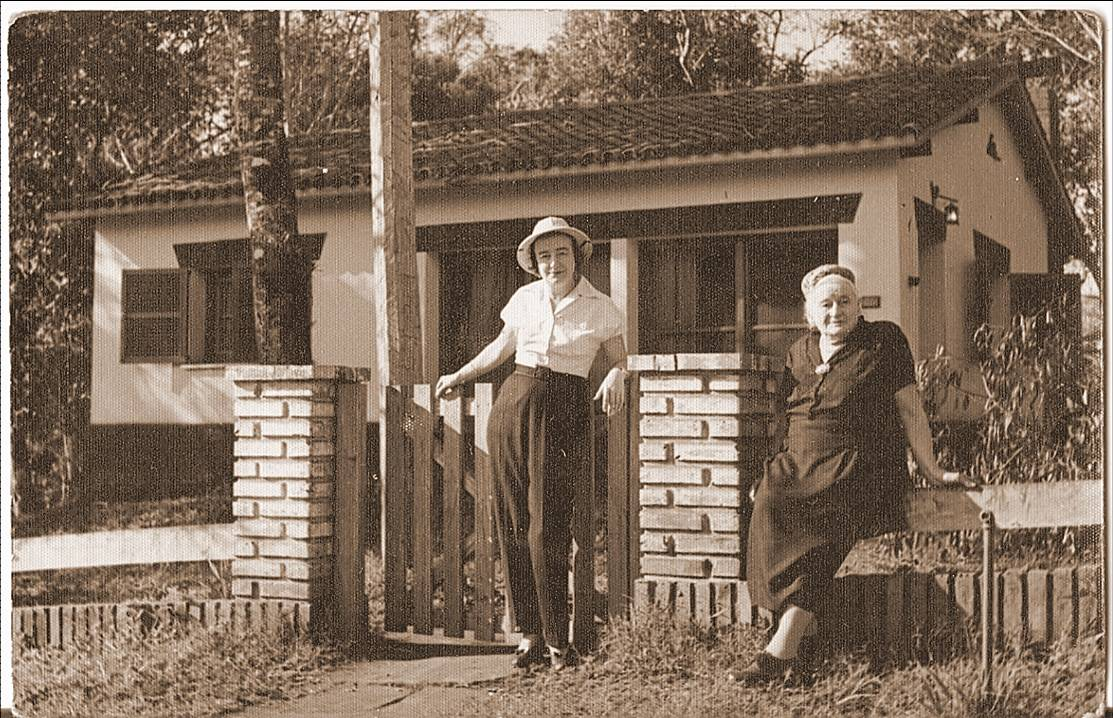
La Dra. Marta Teodora Schwarz y su madre Frau Marta Tecla Boëttcher de Schwarz frente a su casa. Hoy la Casa Museo "El ángel de la selva".

## Recorrido profesional

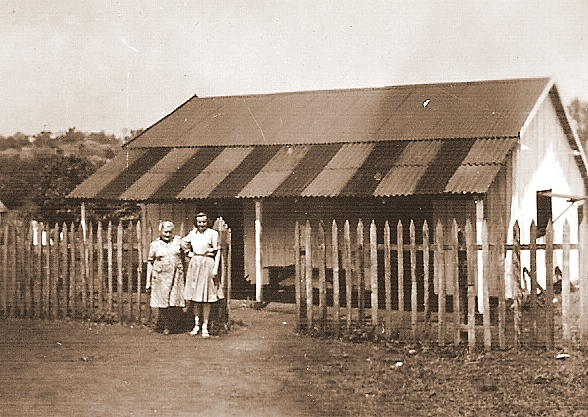
Casa en Pto.Naranjito, Misiones 1948

En 1948 llegó a Puerto Naranjito (en el Departamento San Ignacio de Misiones), donde dio sus primeros pasos como médica. En 1949 pidió el traslado a Posadas. Ingresa al nosocomio local como médica interna trasladándose finalmente a una zona mucho más desfavorable: Puerto Iguazú. Llegó allí a principios de 1949 también como médica interna; por primera vez el hospital tenía un profesional que residiera en el lugar. En septiembre de ese mismo año aceptó el cargo de directora del Hospital de Puerto Iguazú (S.A.M.I.C. en aquel entonces). Allí lidió con la falta de medicamentos, el paludismo y el clima, teniendo éxito donde otros habían claudicado. 
Realizó extensas capacitaciones en Administración de Hospitales, cirugía, oxigenoterapia, parto sin dolor, entre otras. En julio de 1963 regresó a Posadas y aceptó el cargo de ministra de Acción Social, Salud y Educación, convirtiéndose en la primera mujer en ese puesto. Sin embargo, sólo ejerció hasta el 12 de octubre de ese mismo año, alejándose porque consideraba que la medicina no se practicaba “detrás de un escritorio”. 

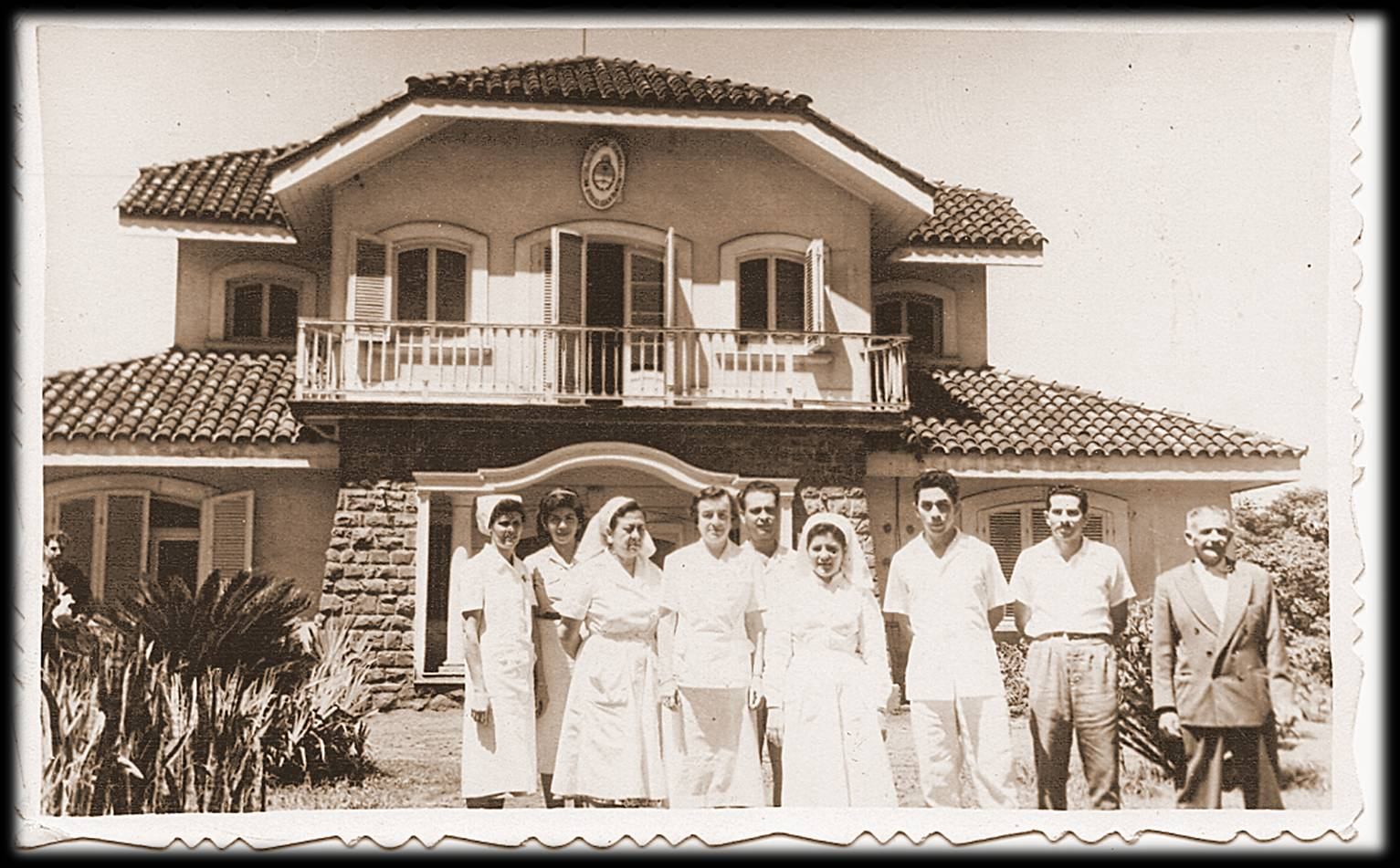
La Dra.Schwarz y su grupo de colaboradores, entre ellos, su amiga Doña Rufina (izq.)

Regresó entonces a Puerto Iguazú para retomar su tarea como especialista en ginecología y obstetricia, donde se desempeñó como directora por más de 40 años. Al retirarse de sus cargos oficiales, comenzó a atender la jornada completa en su consultorio particular.
Además de trabajar en la atención de la salud, Schwarz diseñó y patentó instrumental quirúrgico específico, donando el valor total de la propiedad intelectual a instituciones de salud. 
A lo largo de su carrera Schwarz participó como fundadora de varias asociaciones ligadas a la salud, como el Círculo Médico de la Zona Sur de Posadas, de la Zona Norte de Eldorado y de otros emprendimientos. Fue una de las primeras feligresas en la construcción de la Catedral Nuestra Señora del Carmen de Puerto Iguazú, donde ofició como juez de paz, asistente espiritual con la venia pastoral, pues no había aún párroco en Iguazú.  Fue la primera y única mujer médica en desempeñarse como Subsecretaria de Salud, y luego ministra de Salud Pública de la Provincia de Misiones. Representó a la Argentina y países limítrofes ante la ONU y la OEA donde reflejó la realidad de la hermandad tripartita en voz de la salud ante el Viejo Continente. Fue becada por la Provincia, se perfeccionó como obstetra y ginecóloga en la Universidad Federal de Frankfurt, Alemania, y otros países europeos. 
Marta fallece poco después de su nonagésimo cumpleaños, el 29 de marzo de 2005. Por primera vez en la historia de Pto. Iguazú, las campanas de la catedral redoblaron durante más de dos horas. Fue velada en la Catedral Nuestra Señora del Carmen. Bandera a media asta, salvas de honor y custodia permanente por parte de las fuerzas vivas. Prefectura Naval Argentina, Gendarmería Nacional Argentina, Policía Provincial y Federal, como así también el Ejército entre otros. Personal de Salud Pública, otros cultos religiosos, originarios y comunidad en general, se entrelazaron en un cordón humano por cuadras y cuadras, hasta donde fuere su casa y el hospital que hoy lleva su nombre. Las multitudes colmaron la Catedral para despedirla. Sus restos descansan en el cementerio Municipal del Salvador en Puerto Iguazú.
Las palabras que eligió para regir su batalla fueron: "El bien no hacer ruido, el ruido no hace bien."  En algunos países como Brasil, Paraguay, Colombia su trabajo fue comparado al de Albert Schweitzer en su paso por Gabón, África y a la Madre Teresa de Calcuta.

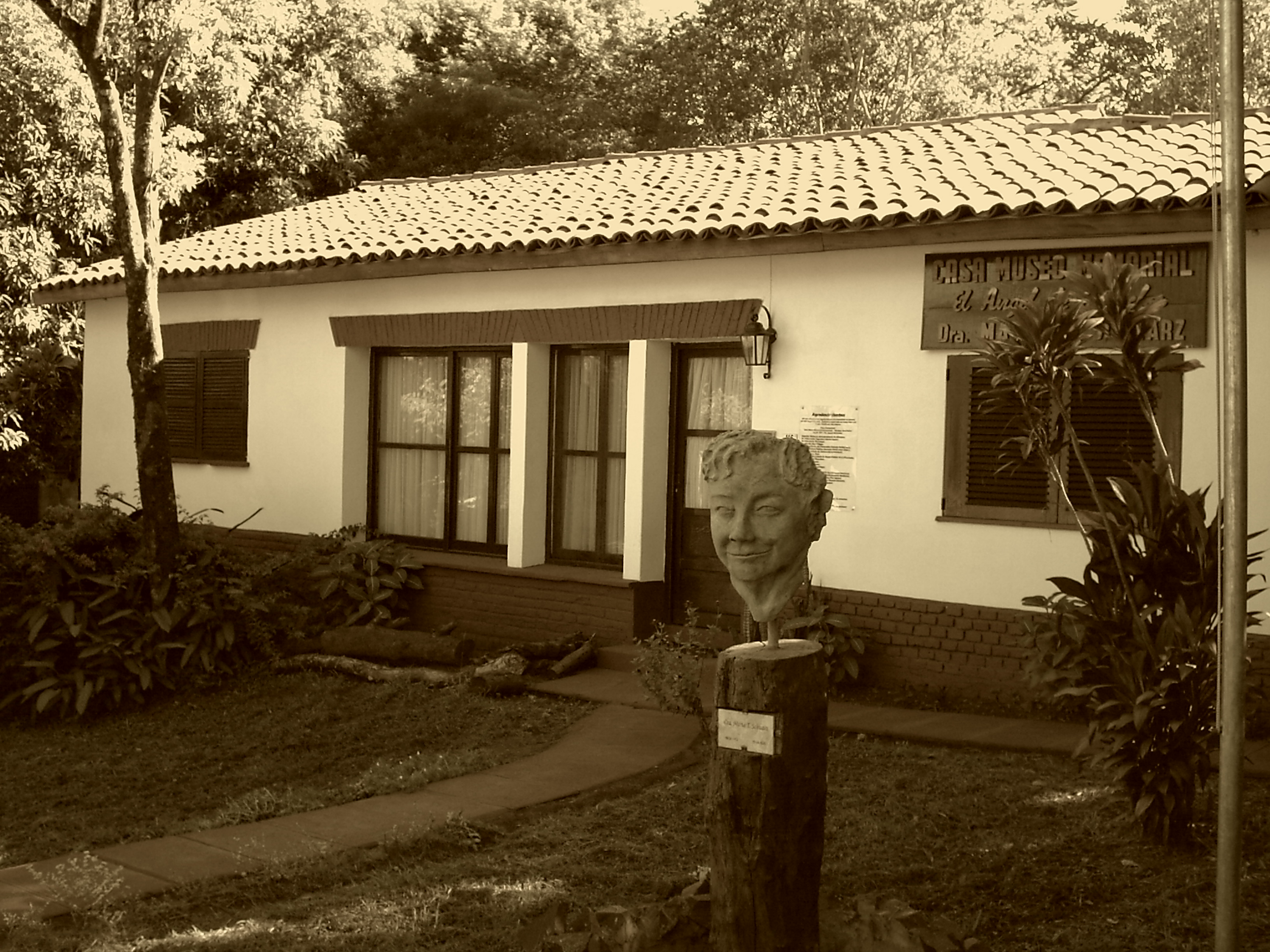
Casa Museo "El ángel de la selva"

## Casa Museo "El ángel de la selva"
Fue creado con el objeto de preservar la historia la vida de la Dra. Schwarz, así como sus actos filantrópicos y su vida social. En él se trata de mostrar su vida en Puerto Iguazú como médica, directora del Hospital, su participación social, amistades, familiares. La casa museo alberga su material quirúrgico, una recreación de su consultorio. También se encuentran allí sus diplomas, certificados, regalos y reconocimientos, etc. 

## Fundación Schwarz
La Fundación fue creada continuar el legado de Schwarz y sostener la Casa Museo. Desde allí se trabaja con la comunidad aborigen, y se colabora con campañas de vacunación y otros proyectos. La Fundación trabaja en la difusión de la cultura en general, la identidad de los pueblos, participación en varios eventos locales, provinciales, nacionales e internacionales.

## Distinciones
Recibió diversos premios y distinciones Municipales, Provinciales, Nacionales e Internacionales.
Fue bautizada por la gente del lugar como "El Ángel de la Frontera" o más conocida en nuestros días como "El Ángel de la selva". Fue ungida  en la Ciudad del Vaticano, Roma, Italia, con la bendición Papal por Juan XXIII, Pío XII y Juan Pablo II. 
Fue nombrada Ciudadana Ilustre de las Tres Fronteras.
Fue una de las cien mujeres argentinas distinguida con el premio Alicia Moreau de Justo en 1986,
Recibió el premio Naciones Unidas Argentina y Uruguay a la persona de edad más destacada.
Fue nombrada Socia Honoraria del Rotary Club, Club de Leones y AJUPAPROM entre otros. 

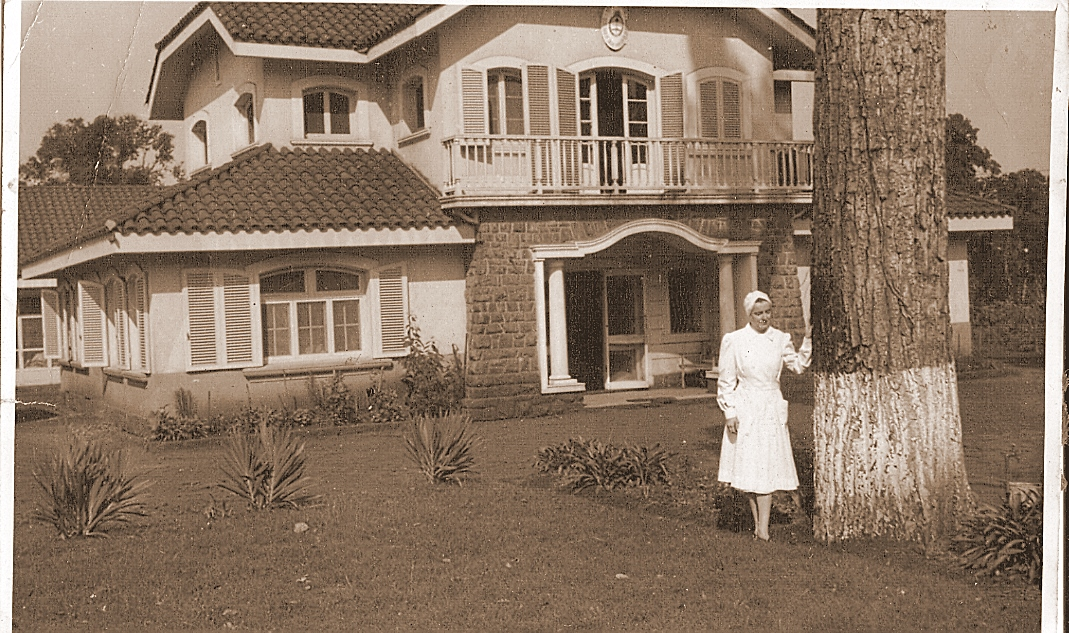
La Dra.Marta T.Schwarz en los jardines del Hospital de Iguazú, el cual dirigía

Fue distinguida con el Premio Hipócrates de la “U.B.A”. 
Fue nombrada como Madrina de la Prefectura Naval Argentina y distinguida como Mujer Solidaria dentro de la Gendarmería Nacional Argentina. 
Fue nombrada Madrina de honor de la Policía Provincial y Federal Argentina.  
El Hospital de Puerto Iguazú lleva hoy su nombre.
En 2022 se creó el Instituto Superior Marta Teodora Schwarz, una institución privada que dicta la carrera de Técnico Superior en Ciencias Políticas con Perspectiva de Género.
El premio  "Marta Schwarz - El Angel de la selva", que busca reconocer el trabajo de la mujer en el sistema de salud, fue creado por la Comisión de Salud y Seguridad Social de la Cámara de Diputados de la provincia de Misiones, bajo la gestión del diputado Martín Cesino. Es entregado en el marco del Día Internacional de la Acción por la Salud de la Mujer, que se conmemora el 28 de mayo de cada año.
En 2012 el cineasta Maximiliano González, nacido en Puerto Iguazú en 1972, estrenó un cortometraje documental de 26 minutos sobre la vida y la obra de Schwarz, llamada "El ángel de la selva".

## Cronología
- 1915, Nació en el Barrio de Núñez, Buenos Aires, Argentina.
- 1920, Inicia sus estudios Primarios en una escuela de la Colectividad Alemana en el Barrio de Belgrano.
- 1927, Inicia sus estudios Secundarios en Nuestra Señora del Huerto, un colegio religioso. San Salvador de Jujuy
- 1935, Finaliza sus estudios secundarios en el Colegio Nacional.
- 1945, Se recibe de médica generalista en la Universidad Nacional de Córdoba.
- 1948, Se dirige a Puerto Naranjito donde comienza su carrera en la medicina.
- 1949, Pide traslado a Posadas como médica interna del nosocomio local.
- 1949, La trasladan a Puerto Iguazú y se hace cargo del Hospital Local.
- 1963, Asume el cargo de ministra de salud, cultura y acción social de la provincia.
- 1986, Recibe el premio Alicia Moreau de Justo a una de las 100 mujeres que hicieron algo por el país.
- 1986, Es declarada ciudadana honoraria de la ciudad de Foz do Iguaçu, Paraná, Brasil
- 1999, Recibe Premio de la ONU por su trayectoria.
- 2001, Recibe el premio Hipócrates de la universidad de Buenos Aires como médico destacado en asistencia Rural.
- 2005, Fallece en Puerto Iguazú el 29 de marzo.
- 2006, Decreto de Diputados de Misiones la declara ciudadana ilustre post mortem de la provincia de Misiones.